# David Alonso
David Alonso Gómez (Madrid, Spanje, 25 april 2006) is een Colombiaans motorcoureur. In 2021 werd hij kampioen in de FIM MotoGP Rookies Cup. In 2024 werd hij wereldkampioen in de Moto3.

## Carrière
Alonso maakte in 2019 zijn internationale motorsportdebuut in de European Talent Cup, waarin hij op een Honda reed. Hij behaalde vier podiumplaatsen: twee op het Motorland Aragón en een op zowel het Autódromo do Estoril als het Circuito Permanente de Jerez. Hij miste echter drie van de elf races. Met 110 punten werd hij vijfde in het kampioenschap.
In 2020 nam Alonso deel aan tien van de elf races van de European Talent Cup en eindigde in elk van deze races in de top twee. Hij behaalde vijf overwinningen op Estoril (tweemaal), het Autódromo Internacional do Algarve, Jerez en het Circuit Ricardo Tormo Valencia. Met 225 punten werd hij overtuigend gekroond tot kampioen in de klasse. Dat jaar debuteerde hij ook in de FIM MotoGP Rookies Cup. Hij won een race op Aragón en behaalde op hetzelfde circuit nog twee andere podiumplaatsen. Met 137 punten werd hij achter Pedro Acosta, David Muñoz en Iván Ortolá vierde in de eindstand.
In 2021 reed Alonso een tweede seizoen in de Rookies Cup. Hij won zes races: drie op de Red Bull Ring, twee in Portimão en een op de Sachsenring. Daarnaast eindigde hij nog viermaal op het podium. Met 248 punten werd hij gekroond tot kampioen in de klasse. Ook reed hij in het Spaanse Moto3-kampioenschap op een GasGas, waar hij met twee podiumfinishes op Estoril en Valencia zevende werd met 93 punten. Dat jaar maakte hij ook zijn debuut in het wereldkampioenschap wegrace in de Grand Prix van Emilia-Romagna voor het GasGas Aspar Team op een GasGas als vervanger van de geblesseerde Sergio García en eindigde de race op plaats 22.
In 2022 was er voor Alonso geen mogelijkheid om te debuteren als fulltime coureur in het WK Moto3, dus keerde hij terug naar de Spaanse Moto3, dat de naam had veranderd naar JuniorGP. Hij behaalde een zege op Valencia, maar kwam in de rest van de races niet op het podium terecht. Met 86 punten werd hij wederom zevende in de eindstand. Dat jaar nam hij in het WK Moto3 wel deel als wildcardcoureur in de Grand Prix van Portugal voor GasGas en eindigde hierin op plaats 27.
In 2023 maakte Alonso alsnog zijn debuut als fulltime coureur in het WK Moto3 voor Aspar op een GasGas. In de vierde race van het seizoen in Spanje behaalde hij zijn eerste podiumfinish met een tweede plaats achter Iván Ortolá. In Groot-Brittannië won hij zijn eerste Grand Prix, nadat hij vanwege een ongeluk in de kwalificatie van de laatste plaats was gestart.

## Statistieken

### Grand Prix

#### Per seizoen
| Seizoen | Klasse | Motor  | Team                      | Races | Winst | Podiums | Poles | SR | Ptn | Pos |
| ------- | ------ | ------ | ------------------------- | ----- | ----- | ------- | ----- | -- | --- | --- |
| 2021    | Moto3  | GasGas | GasGas Aspar Team         | 1     | 0     | 0       | 0     | 0  | 0   | 38e |
| 2022    | Moto3  | GasGas | GasGas Aspar Team         | 1     | 0     | 0       | 0     | 0  | 0   | 43e |
| 2023    | Moto3  | GasGas | AutoSolar GasGas Aspar M3 | 20    | 4     | 8       | 0     | 3  | 245 | 3e  |
| 2024    | Moto3  | CFMoto | CFMoto Aspar Team         | 20    | 14    | 15      | 7     | 3  | 421 | 1e  |
| 2025*   | Moto2  | Kalex  | CFMoto Aspar Team         | 13    | 0     | 1       | 0     | 1  | 43  | 17e |
| Totaal  | Totaal | Totaal | Totaal                    | 55    | 18    | 24      | 7     | 7  | 709 |     |

#### Per klasse
| Klasse | Seizoenen  | 1e GP               | 1e podium             | 1e winst              | Races | Winst | Podiums | Poles | SR | Ptn | Kampioen |
| ------ | ---------- | ------------------- | --------------------- | --------------------- | ----- | ----- | ------- | ----- | -- | --- | -------- |
| Moto3  | 2021-2024  | Emilia-Romagna 2021 | Spanje 2023           | Groot-Brittannië 2023 | 42    | 18    | 23      | 7     | 6  | 666 | 0        |
| Moto2  | 2025-heden | Thailand 2025       | Groot-Brittannië 2025 |                       | 13    | 0     | 1       | 0     | 1  | 43  | 0        |
| Totaal | 2021-heden | 2021-heden          | 2021-heden            | 2021-heden            | 55    | 18    | 24      | 7     | 7  | 709 | 0        |

#### Races per jaar
(vetgedrukt betekent pole positie; cursief betekent snelste ronde)
| Jaar | Klasse | Motor  | 1       | 2      | 3      | 4      | 5       | 6      | 7     | 8       | 9     | 10      | 11      | 12    | 13      | 14    | 15    | 16      | 17    | 18      | 19    | 20    | 21  | 22  | Pos | Ptn |
| ---- | ------ | ------ | ------- | ------ | ------ | ------ | ------- | ------ | ----- | ------- | ----- | ------- | ------- | ----- | ------- | ----- | ----- | ------- | ----- | ------- | ----- | ----- | --- | --- | --- | --- |
| 2021 | Moto3  | GasGas | QAT     | DOH    | POR    | SPA    | FRA     | ITA    | CAT   | DUI     | NED   | STI     | OOS     | GBR   | ARA     | SMR   | AME   | EMI 22  | ALG   | VAL     |       |       |     |     | 38  | 0   |
| 2022 | Moto3  | GasGas | QAT     | INA    | ARG    | AME    | POR 27  | SPA    | FRA   | ITA     | CAT   | DUI     | NED     | GBR   | OOS     | SMR   | ARA   | JPN     | THA   | AUS     | MAL   | VAL   |     |     | 43  | 0   |
| 2023 | Moto3  | GasGas | POR DNF | ARG 14 | AME 8  | SPA 2  | FRA 8   | ITA 4  | DUI 5 | NED 13  | GBR 1 | OOS 29  | CAT 1   | SMR 1 | IND 5   | JPN 7 | INA 2 | AUS DNF | THA 1 | MAL DNF | QAT 2 | VAL 2 |     |     | 3   | 245 |
| 2024 | Moto3  | CFMoto | QAT 1   | POR 4  | AME 1  | SPA 11 | FRA 1   | CAT 1  | ITA 1 | NED 5   | DUI 1 | GBR 2   | OOS 1   | ARA 4 | SMR 7   | EMI 1 | INA 1 | JPN 1   | AUS 1 | THA 1   | MAL 1 | SOL 1 |     |     | 1   | 421 |
| 2025 | Moto2  | Kalex  | THA 21  | ARG 20 | AME 14 | QAT 11 | SPA DNF | FRA 11 | GBR 3 | ARA DNF | ITA 8 | NED DNF | DUI DNF | TSJ 9 | OOS DNF | HON   | CAT   | SMR     | JPN   | INA     | AUS   | MAL   | POR | VAL | 17* | 43* |

* Seizoen nog bezig.